# Mișceanka, Odesa
Mișceanka (în ucraineană Міщанка) este un sat în comuna Vîzîrka din raionul Odesa, regiunea Odesa, Ucraina.

## Demografie
Componența lingvistică a localității Mișceanka
     Ucraineană (91,72%)
     Rusă (5,92%)
     Română (1,18%)
     Belarusă (1,18%)
Conform recensământului din 2001, majoritatea populației localității Mișceanka era vorbitoare de ucraineană (91,72%), existând în minoritate și vorbitori de rusă (5,92%), română (1,18%) și belarusă (1,18%).